# Dakere
Dakere (latin: Daci; græsk: Δάκοι, Δάοι, Δάκαι) var et indoeuropæisk folkeslag i det kulturelle område Dakien omkring år 0, nær Karpaterne og Sortehavets vestbred. De bliver ofte betragtet som en undergruppe af thrakerne.
Området de beboede omfatter hovedsageligt de moderne lande Rumænien og Moldova, samt dele af Ukraine, Østserbien, Nordbulgarien, Slovakiet, Ungarn og det sydlige Polen. Dakerne og de lignende getere talte dakisk, som er beslægtet med thrakisk og kan have været en undergruppe af samme. Dakernes kultur var i en vis udstrækning påvirket af nabofolket skyterne og den keltiske invasion i 300-tallet.